# 主婦の店サンユー
株式会社主婦の店（しゅふのみせ）は福島県須賀川市に本社（後に会津若松市へ本社を移転）を置いて、主婦の店サンユー（しゅふのみせサンユー）の屋号で食料品を主体としたスーパーマーケットを運営していた企業。2016年3月1日付でリオン・ドールコーポレーションに吸収合併された。

## 概要
1964年に設立され、主婦の店全国チェーンに加盟していた。主婦の店全国チェーンの解散後も商号に「主婦の店」を掲げ続けた法人の一つである。日本国内で同様の商号を使用しているまたは使用していた法人とは過去に主婦の店全国チェーンに加盟していた以外は関係がない。主婦の店全国チェーン解散後、CGCグループに加盟した。同じCGCグループで茨城県を中心に「サンユー」を展開するサンユーストアーとも関係はない。
2007年に同じCGCグループであるリオン・ドールコーポレーションの完全子会社となった。2009年から順次「主婦の店サンユー」がリオン・ドールコーポレーションの「リオン・ドール」に屋号が変更された。これにより「主婦の店サンユー」の屋号が消滅した。

## 沿革
- 1964年（昭和39年）4月 - 設立。
- 2007年（平成19年）
  - 10月15日 - 「リオン・ドールコーポレーション」と包括的業務提携する。
  - 11月11日 - 「リオン・ドールコーポレーション」の完全子会社となる。
- 2009年（平成21年）2月5日 - 2月26日 - 順次、リオン・ドールコーポレーションの店舗に変更される。
- 2016年（平成28年）3月1日 - リオン・ドールコーポレーションに吸収合併され解散。

## 店舗
リオン・ドール傘下で「主婦の店サンユー」として営業していた店舗。全店が「リオン・ドール」となった。
- 玉川店（石川郡玉川村）
- 浅川店（石川郡浅川町）
- 須賀川店（須賀川市、現在はリオン・ドール須賀川南店）
- 西川店（須賀川市、現在はリオン・ドール須賀川インター店）
- 鏡石店（岩瀬郡鏡石町）
- 矢吹店（西白河郡矢吹町）
- 石川店（石川郡石川町）

リオン・ドール傘下以前に閉店した店舗
- 白河店（白河市・マイタウン白河、2003年9月 - 2005年5月31日）
  - イトーヨーカドー白河店撤退後、白河市が跡地を取得し地域交流センター「マイタウン白河」の1階部分に出店していた。閉店後の2005年6月17日にわしおが出店したが、2007年10月17日に撤退している。